# تاريخ القباب القديمة والبسيطة
شيّدت الحضارات من عصور ما قبل التاريخ إلى العصور الحديثة المساكن المقبّبة باستخدام المواد المحلية، حيث اكتُشفت مجموعة متفرقة من القباب البدائية المبنية بالطوب أو بالحجارة المتراكبة من الشرق الأوسط حتى أوروبا الغربية، إلّا أنّ زمان ومكان بناء القبة الأولى مجهولان. استُخدمت مجموعة متنوعة من المواد في بناء القباب، مثل: الخشب، والطوب الطيني، والنسيج؛ وما زال السكان الأصليون في مجتمعاتهم البدائية حول العالم يشيّدون مثل تلك القباب في الوقت الحاضر.

## القِباب البدائيّة

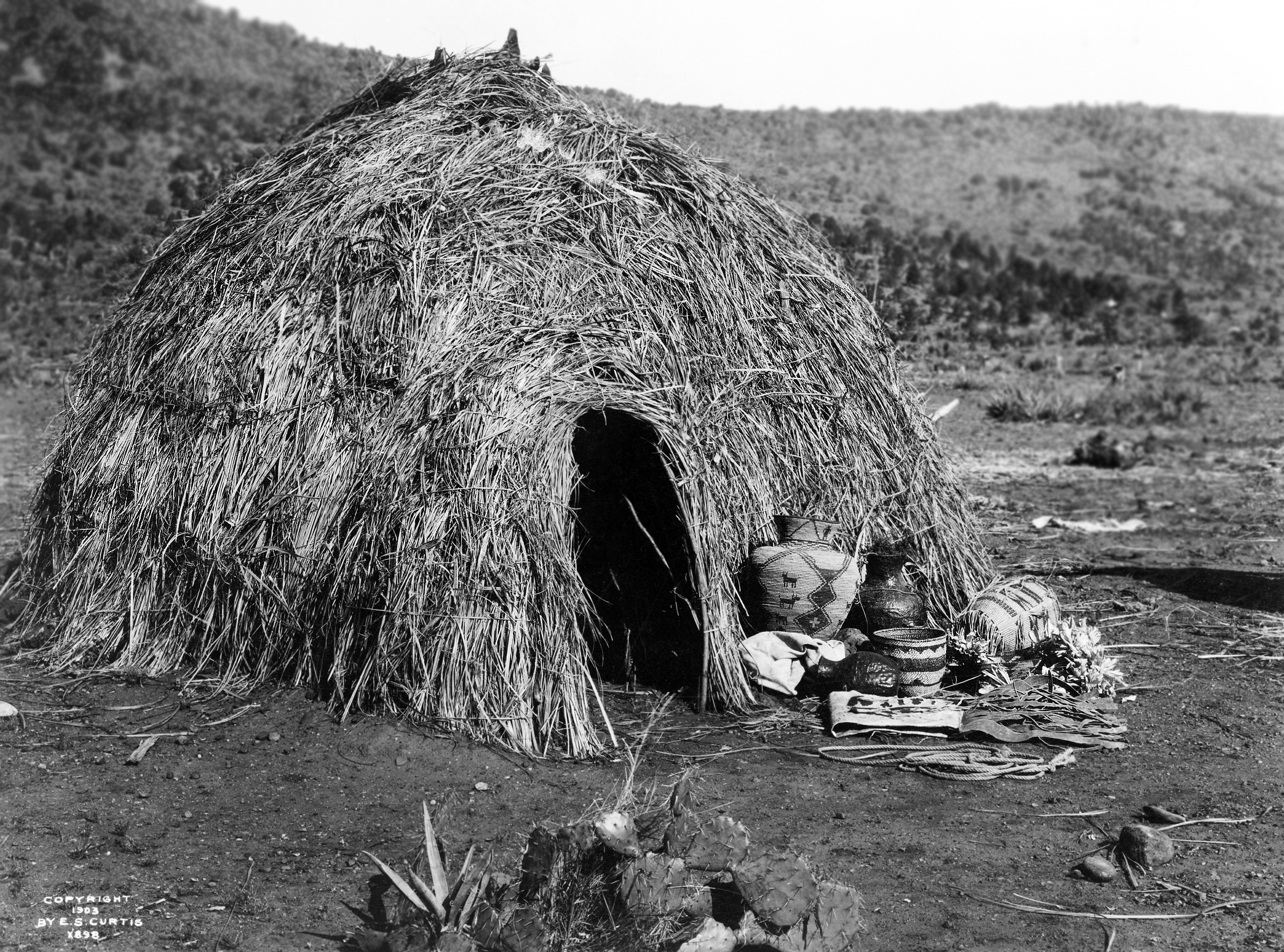
خيمة ويغوام لقبيلة أباتشي، التقطها إدوارد كرتيس عام 1903م.

كانت أولى القباب على الأرجح أكواخًا على شكل قباب مصنوعة من الشجيرات أو القصب أو الأخشاب، ومغطاة بالقش أو العشب أو الجلود. تغيرت مواد البناء المستخدمة نتيجة لتغير الظروف المحلية، فاستُخدمت التربة المدكوكة، والطوب الطيني، والحجر المتين. قد تكون أولى الآثار المكتشفة لمُنشأ مقبّب هي أربعة مساكن صغيرة مبنية من أنياب وعظام الماموث، ويعود تاريخها إلى ما بين 19,280 و11,700 سنة قبل الميلاد. حيث عَثَر على أوّلها مُزارع في قرية مزيريخ في أوكرانيا عام 1965م بينما كان يحفر في قبو منزله، وكشف علماء الآثار عن المساكن الثلاثة الأخرى.
بنى شعب ثولي، وهم أسلاف شعب الأسكيمو الذي سكنوا في القطب الشمالي الكندي عام 1300م، مساكن مطمورة جزئيًا تحت الأرض. وقد بُنيَت هياكلها من عظام فكّ الحوت المشدودة معًا بأشرطة جلديّة من الإهاب مشكّلةً قبةً على شكل قطعٍ مكافئ، وكانت مغطاةً بكتلٍ من العشب والثلج. بينما استخدم شعب الأسكيمو الكوخ القبَبي، وهو ملجأ على شكل قبة مبنيّ من الطوب الجليديّ بشكل حلزوني. وبنى الهنود الحمر خيمة ويغوام (wigwam) على شكل قبة مغطّاة بجلود الحيوانات أو لحاء الشجر.
غالبًا ما تعتبر القباب في البلدان النامية بدائل أقل تكلفة من المنشآت ذات الأسقف المسطحة أو المنحدرة؛ حيث تستهلك موادًا أقل للإحاطة بفراغ ما، إضافة إلى أنها تقلل معدل انتقال الحرارة لأن مساحتها السطحية أقل. وقد عُثر على قبابٍ مبنيّةٍ من الطوب الطينيّ في أوروبا وآسيا وأفريقيا، وبدون دعائم مؤقتة بما يُسمّى أسلوب القبّة الفارسيّة الذي استُخدم لقرون في أفغانستان. تُعتَبر قباب خليّة النحل الموجودة في مدينة حرّان التركية منذ القرن التاسع عشر من الأمثلة على ذلك الأسلوب. وقد بنت قبائل إيفي (Efé) في وسط أفريقيا منشآت مشابهة مُستخدمين أوراق الأشجار كتغطية. أمّا قبائل الهيمبا (Himba) في ناميبيا فقد بنت أكواخ الصحراء عن طريق تسييج الأعواد الخشبية ثم تجصيصها، واستخدمتها كمساكن مؤقتة في مزارع الأبقار الموسمية، وكبيوت دائمة للفقراء. وقد وُجدت في الكاميرون قباب رقيقة للغاية من الصلصال المجفف تحت أشعة الشمس، يبلغ قطرها 20 قدم (6.1 متر)، وارتفاعها 30 قدم (9.14 متر)، وشكلها أشبه بالقطع المكافئ.

## القباب في الشرق الأدنى القديم

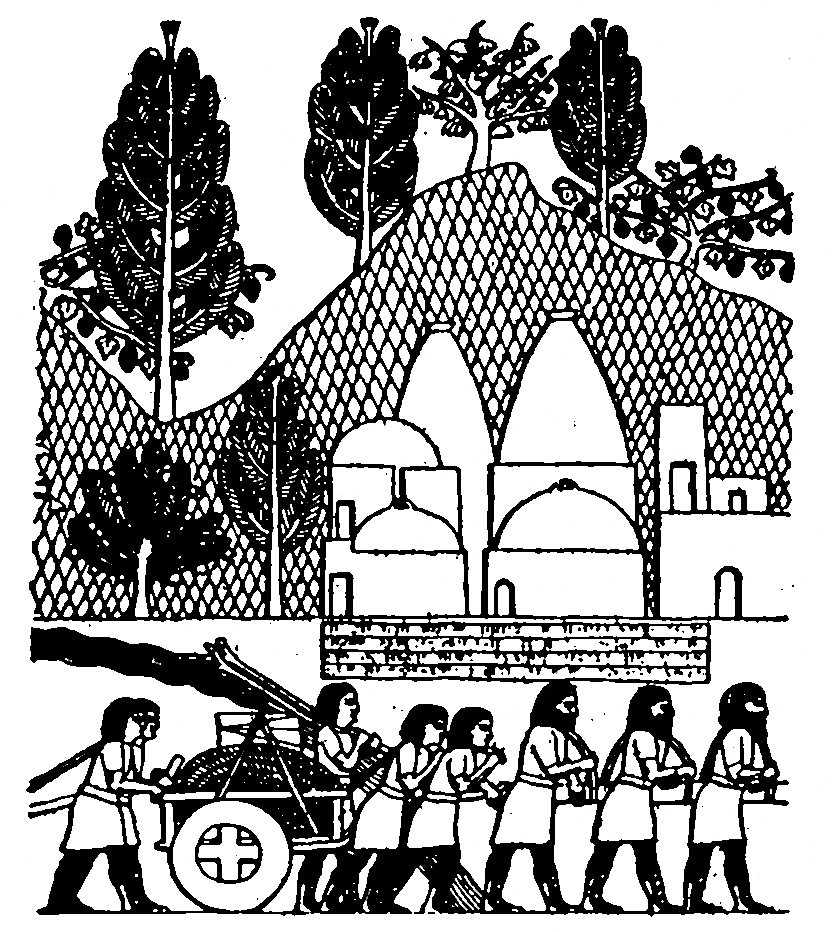
رسم لِنقش آشوري بارِز-منخفِض من مدينة كالح الأثرية

يعود تاريخ القباب الصغيرة المبنية فوق المنازل المستديرة من الطوب أو الحجارة المتراكبة إلى العصر الحجري الحديث في الشرق الأدنى القديم، حيث كانت تلك المنازل للفقراء طوال حقبة ما قبل التاريخ. وتُظهِر نقوش الأختام المكتشفة في موقع تشغاميش القديمة (Choga Mish) -الموجود في سهول سوسيانا (عيلام) الإيرانية- الاستخدام الواسع للقباب في المنشآت المبنية بالطوب الطيني كمخازن الحبوب، وتعود تلك الأختام إلى ما بين 6,800 و3,000 سنة قبل الميلاد. وكُشِف عن مبانٍ أخرى من الطوب الطيني تستخدم أسلوب القبة الحقيقية في تل عربجية، وهو موقع حضارتي حلف والعبيد في بلاد الرافدين. كما كشفت الحفريات عن أقبية مقبّبة من الطوب في تل الرماح تعود إلى 2,000 سنة قبل الميلاد.
وُجِدت قبّة مكتملة من الحجارة مبنية فوق دعائم خشبيّة مؤقّتة في المقبرة الملكيّة السومريّة في أور، يعود تاريخها إلى 2,500 سنة قبل الميلاد. وقد تم الاستدلال على وجود بعض القباب الصغيرة من خلال آثارها المتبقيّة، كالقبّة الموجودة في ساحة زقّورة أور، والعديد من القباب الأخرى في الأضرحة والمعابد التي تعود إلى القرن الرابع عشر قبل الميلاد. كما يُعتقد بوجود قباب من الطوب في بعض مباني الكيشيّين الأثريّة في بلاد الرافدين، لكن الأدلّة فيما تبقى من تلك المنشآت غير كافية لتأكيد ذلك.
يصوّر أحد النقوش البارزة التي تعود إلى الفترة الآشورية الحديثة في نَينوى مبانٍ مقبّبة، مع أنّه لم تُكتَشف أيّ آثار لمثل هذه المباني في المدينة. كما يصوّر النقش النقل الآشوريّ البرّيّ لتِمثالٍ منحوتٍ على الحجر، وذلك يُرجِّح أنّ المباني في خلفيّة النقش قد تعود إلى قرية أجنبية، وقد تُشير إلى المباني الموجودة على سفوح الجبال اللبنانيّة. يرجع تاريخ النّقش إلى القرن الثامن قبل الميلاد، بينما يعود استخدام المنشآت المقبّبة في المنطقة السوريّة إلى 4000 سنة قبل الميلاد. وكذلك يعود تاريخ المنازل المقبّبة في مدينة شوليفر (Shulaveri) في جورجيا، وتلك الموجودة في مدينة شويروكويتا في قبرص إلى 6000 سنة قبل الميلاد.

## القباب في الشرق الأوسط القديم ومنطقة البحر المتوسط
وُجدت قباب قديمة مبنيّة بالحجارة المتراكبة من الشرق الأوسط حتى أوروبا الغربية. استخدمت الأسرة المصرية الأولى قباب خلية النحل كمخازن للحبوب في مصر القديمة، واستُخدمت في المصاطب في المملكة المصرية القديمة كمصاطب سينيب ونيفيري، وكوسيلة لتفريغ الضغط في الأهرامات الخاصة المبنيّة بالطوب في المملكة المصرية الحديثة، واستُخدمت كأفرانٍ وأقبيةٍ أيضًا. كما عُثِر على نموذج لمنزل يعود للأسرة المصرية العاشرة في موقع دير ريفا الأثري، حيث تظهر قمم ثلاث قباب بارزة عبر السقف المدرّج.
عُثر على قبور خليّة النحل الحجريّة مبنيّة فوق الأرض في المنطقة الحدوديّة بين عُمان والإمارات، وهي تعود إلى حضارة حفيت التي امتدت من 3200 إلى 2700 سنة قبل الميلاد، ولذلك تسمّى بقبور حفيت أو قبور مَزيَد. وقد عُثِر على قبور مماثلة مبنيّة فوق الأرض على شكل قباب من الحجارة المتراكبة في منطقة الشلال النيليّ الرابع في بلاد النوبة، ويرجع تاريخها إلى بدايات الألفية الثانية قبل الميلاد. وقد استُخدِم أسلوب القبة النوبيّة في صعيد مصر لآلاف السنين، حيث تُستخدم أداة توجيه متحركة للمساعدة في رصف مَداميك القبة الكروية.
يعود تاريخ بناء أبراج النوراك إلى ما بين القرنَيْن السابع عشر والخامس قبل الميلاد، حيث بُنيَت بقِباب من الحجارة المتراكبة، وبعضها كان سطحه مستوٍ أو متدرّج. وتوجد بعض الأمثلة التي تعود إلى 2500 عام قبل الميلاد من تلك الأبراج على جزيرة سردينيا في البحر الأبيض المتوسط.

## القباب في العصر الهلنستي وما قبل الرومان
عاش ملوك الإمبراطوريّة الأخمينيّة في بلاد فارس في قصور من الطوب والحجر لكنهم كانوا يقيمون المهرجانات والاحتفالات في خيام مقبّبة على الطراز البدويّ التقليديّ لآسيا الوسطى، وهي تشبه خيام اليورت عند المغول. تبنّى الإسكندر الأكبر فكرة تلك الخيام بعد غَزوِهِ للإمبراطوريّة، وسُمّيت بالسماوات؛ حتّى ترمز إلى الكون وطبيعة الحاكم الإلهية، ثم استوحى الرومان والبيزنطيون ظُلّة العرش (Baldachin) المقبّبة منها.

## القباب في الصين القديمة

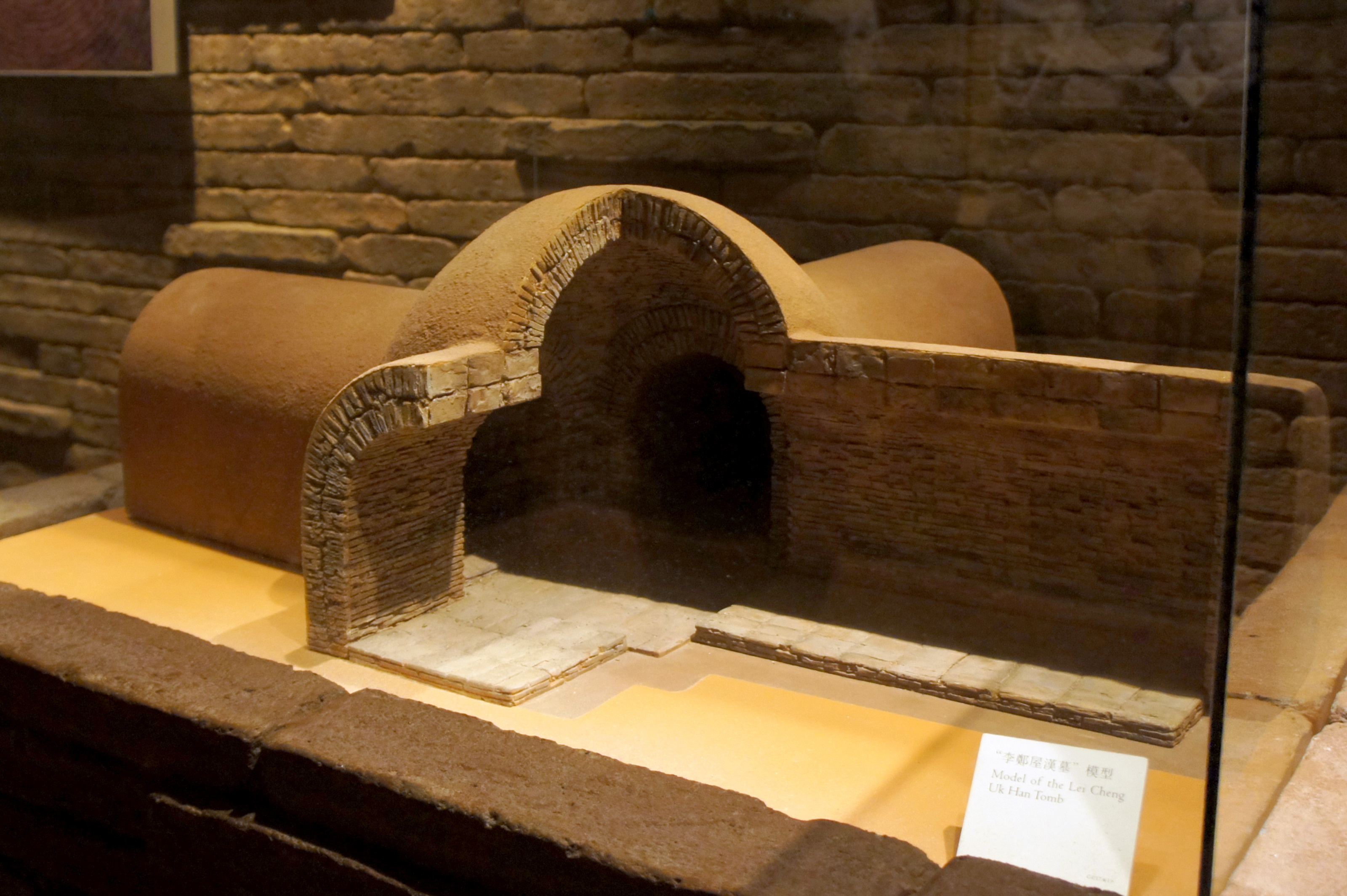
نموذج لمقبرة هان لي تشنغ أوك في هونغ كونغ، والتي تعود إلى أسرة هان الشرقية (من 25م إلى 220م).

لم يظهر حتى الآن وجود القباب والأقبية المبنيّة من الطوب فوق الأرض في العمارة الصينية القديمة، ولكن اكتُشِفت مقابر تحت الأرض ذات أروقة وغرف مقبّبة تعود إلى سلالة هان الحاكمة (من 202 ق.م. إلى 220م)، ولا تحتاج هذه القباب تحت الأرضية إلى أكتاف تدعيم لأنها مثبّتة عن طريق حُفر أرضيّة. وقد استمر استخدام الأسقف المقبّبة في عمارة المقابر تحت الأرضية كما يظهر في مقبرة بايشا (Baisha) الواقعة بالقرب من غونغيي في مقاطعة خنان، والتي تعود إلى سلالة سونغ الحاكمة (من 960م إلى 1279م)، وتحتوي المقبرة على غرفتين بأسقف مخروطية الشكل.